# ゴビ・アルタイ県
ゴビ・アルタイ県（ゴビ・アルタイけん、モンゴル語: Говь-Алтай, ᠭᠣᠪᠢ
ᠠᠯᠲᠠᠢ）は、モンゴル国の県（アイマク）の一つ。県庁地はアルタイ。

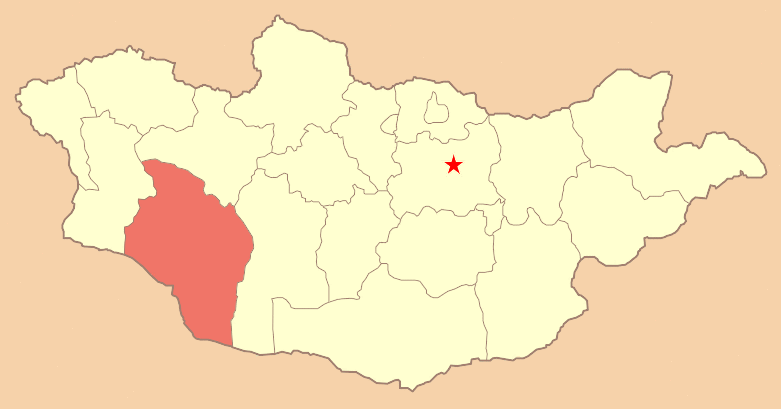
ゴビ・アルタイ県の位置図

## 概要
モンゴル国の南西部にある。アルタイ山脈に近く高緯度地帯である。その名称はゴビ砂漠とアルタイ山脈から命名されている。面積は141,400平方キロで、モンゴル国で2番目に広い県である。

## 行政区分　郡(ソム)
- アルタイ郡(Алтай)
- バヤン-オール郡(Баян-Уул)
- ビゲル郡(Бигэр)
- ボガト郡(Бугат)
- ダルビ郡(Дарви)
- デルゲル郡(Дэлгэр)
- エセンボラク郡(Есенбулаг)
- ジャルガラン郡(Жаргалан)
- タイシル郡(Тайшир)
- トグレグ郡(Тугрег)
- トンヒル郡(Тонхил)
- ハリオン郡(Халиун)
- ホフモリト郡(Хухеморьт)
- ツォグト郡(Цогт)
- ツェール郡(Цээл)
- チャンドマニ郡(Чандмань)
- シャルガ郡(Шарга)
- エルデネ郡(Эрдэнэ)

## 観光地
- グレート・ゴビ原生自然保護区：1990年、ユネスコによって指定された面積53万1170㎢の自然保護区。ゴビ熊マザーライが生息する。
- 砂丘

## ゆかりの人物
- 日馬富士公平 - 元大相撲力士、第70代横綱。父の出身地である当地を出身地としていた。
- 東龍強 - 元大相撲力士。当地出身。
- セルオド・バトオチル - 陸上競技選手。当地出身。

## 参考
- ゴビ・アルタイ県（県の紹介シリーズ 12)